# Bendix Trophy

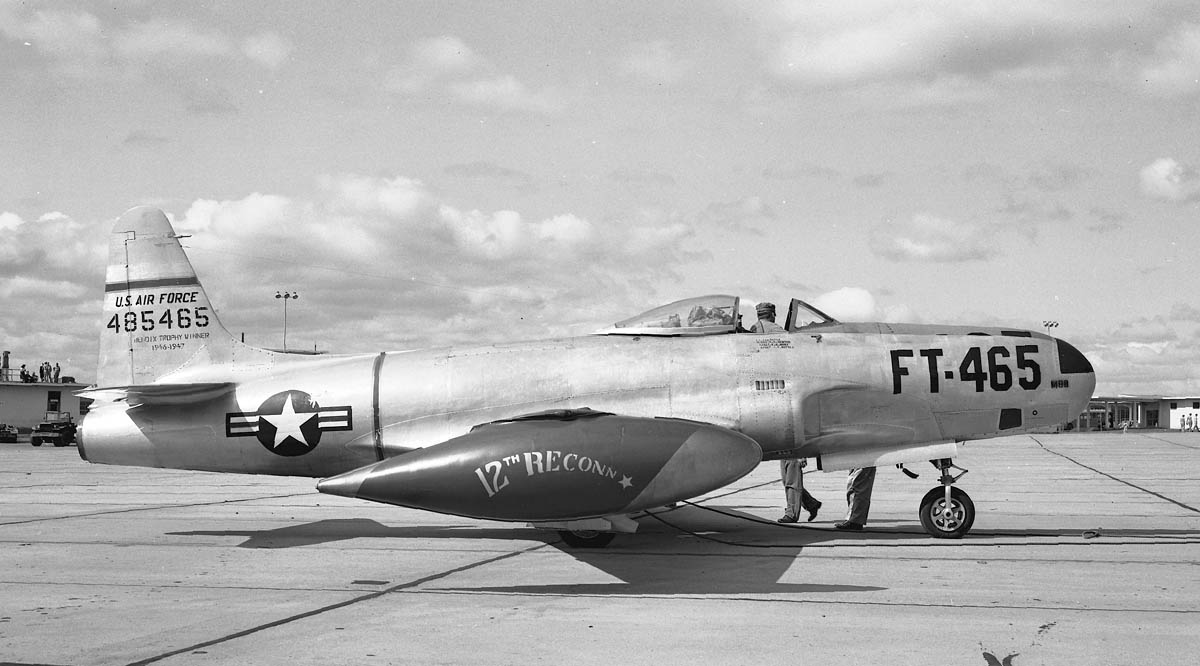
Eine Lockheed FP-80A, die 1947 die Bendix Trophy gewann.

Die Bendix Trophy war ein Luftrennen, das im Rahmen der National Air Races zwischen den 1930er- und den 1960er-Jahren in den USA abgehalten wurde.
Das Rennen wurde nach dem Sponsor Vincent Bendix benannt und sollte der Förderung der Zuverlässigkeit, der Reichweite und der Geschwindigkeit von Landflugzeugen dienen. Das Rennen wurde erstmals 1931 ausgetragen und fand als Streckenflug zwischen zwei Städten statt. Ziel war stets Cleveland, außer in den Jahren 1933 und 1936, in denen als Ziel Los Angeles angeflogen wurde.
Zwischen 1940 und 1945 fanden kriegsbedingt keine Rennen statt. Ab 1946 wurden die Rennen wieder aufgenommen, allerdings wurde nun zwischen von Kolbenmotoren sowie von Strahltriebwerken angetriebenen Flugzeugen unterschieden. Das letzte Rennen für Flugzeuge mit Kolbenmotor fand 1949 statt, während die Veranstaltung für Düsenflugzeuge bis 1962 fortgeführt wurde.
Im Jahre 1998 wurde der Name von AlliedSignal erneut aufgegriffen, um Unternehmen mit Verdiensten um die Förderung von Sicherheitsmaßnahmen in der Luftfahrt auszuzeichnen. Heute heißt dieser Preis Honeywell Bendix Trophy for Aviation Safety.